# PARKS パークス
『PARKS パークス』（パークス）は、2017年4月22日公開の日本映画。

## 概要
吉祥寺を舞台とした青春映画。映画館『吉祥寺バウスシアター』の閉館にあたり、オーナーの発案で井の頭公園100周年記念として製作された。
劇中で主人公たちは「PARK MUSIC ALLSTARS」というバンドを組むが、橋本愛が歌声を、染谷将太がラップを披露してるほか、数多くのミュージシャンが登場する。
吉祥寺バウスシアターの閉館後、館内で行われたセッションをもとに作られた相対性理論の『弁天様はスピリチュア』が本作のエンディングテーマ曲に起用された

## ストーリー
吉祥寺のアパートに住む大学生・純のもとに高校生のハルが訪ねてくる。彼女は亡父・晋平の昔の恋人・佐知子を探しているという。2人は佐知子の住所にたどり着き、彼女の孫・時生と出会うが、既に故人だと知る。時生は佐知子の遺品からオープンリール・テープを発見。再生すると晋平が作ったラブソングが流れたが、途中で・・・。
3人は歌の続きを作って完成させようと奮闘する。音楽を通して吉祥寺を舞台とする物語が繰り広げられる。

## キャスト
- 吉永純：橋本愛
- 木下ハル：永野芽郁
- 小田倉時生：染谷将太
- 木下晋平（ハルの父）：森岡龍
- 山口佐知子（旧姓：小田倉。時生の祖母）：石橋静河
- 寺田健太（純が住むアパートの大家）：麻田浩（青年期：柾木玲弥）
- 井上（成蹊大学教授で純の所属ゼミを担当）：佐野史郎
- 理沙（純の学友）：長尾寧音
- トクマルシューゴ
- 澤部渡(スカート)
- シャムキャッツ
- 高田漣
- あさみちゆき
- 谷口雄
- 池上加奈恵
- 吉木諒祐（THE NOVEMBERS）
- 井手健介
- 北里彰久(Alfred Beach Sandal)

## スタッフ
- 監督・脚本・編集：瀬田なつき
- プロデューサー：松田広子
- ゼネラルプロデューサー：樋口泰人
- ラインプロデューサー：久保田傑
- 撮影・照明：佐々木靖之
- 録音：高田伸也
- 美術：安宅紀史
- スタイリスト：高山エリ
- ヘアメイク：有路涼子
- 助監督：玉澤恭平
- 音楽監修：トクマルシューゴ
- 製作：本田プロモーションBAUS
- 配給：boid

## 受賞
- 第9回TAMA映画祭 最優秀新進監督賞 - 瀬田なつき
- 第91回キネマ旬報ベスト・テン 新人女優賞 - 石橋静河[4]